# William Jackson (homme politique)
Pour les articles homonymes, voir William Jackson et Jackson.
William Jackson, né le 9 mars 1759 dans le Cumberland et mort le 17 décembre 1828 à Philadelphie, est un militaire et homme politique américain.

## Biographie
Personnalité de la révolution américaine, notable en tant que secrétaire à la Convention constitutionnelle des États-Unis. Il est l'un des Pères fondateurs des États-Unis en tant que signataire de la Constitution des États-Unis.
Il a également servi avec distinction dans l'armée continentale pendant la guerre d'indépendance des États-Unis. Après la guerre il servit comme l'un des secrétaires personnels du président George Washington.